# Sperlingstäubchen

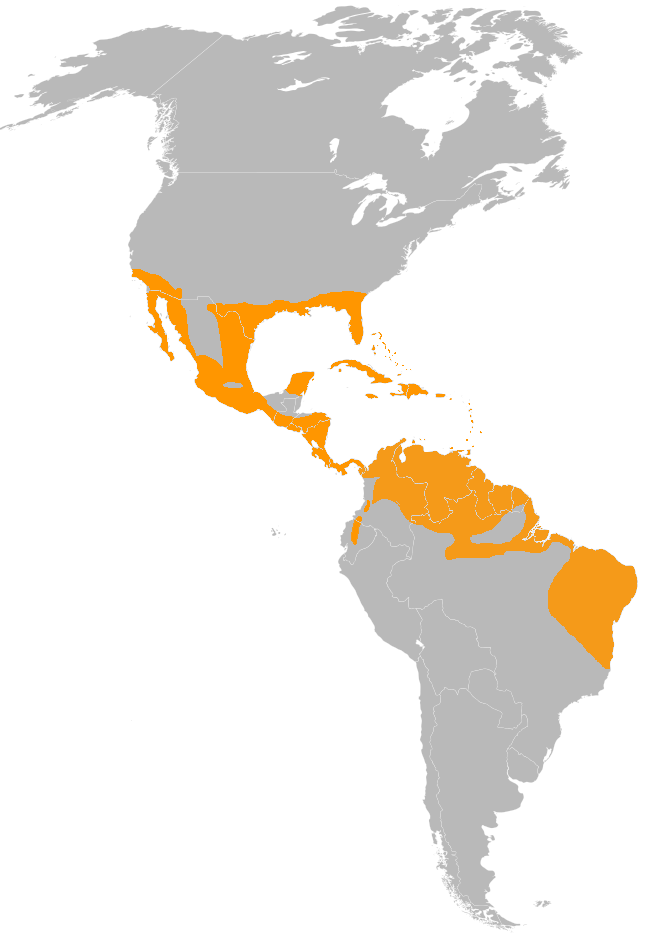
Verbreitungskarte des Sperlingstäubchens

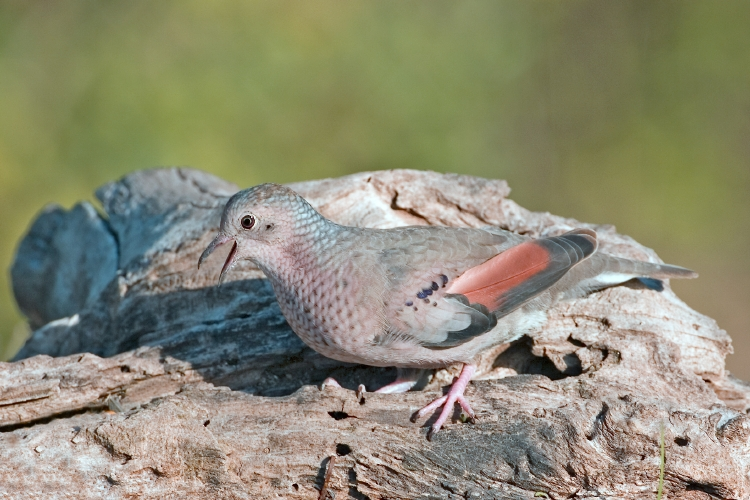

Das Sperlingstäubchen (Columbina passerina), auch Sperlingstaube genannt,  ist eine Art der Taubenvögel, die der Unterfamilie der Amerikanischen Kleintauben zugerechnet wird. Die Art gilt als in ihrem Bestand nicht gefährdet und kommt in mehreren Unterarten von Nordamerika bis Südamerika vor. 

## Erscheinungsbild
Das Sperlingstäubchen erreicht eine Körperlänge von 16,5 Zentimetern. Es gehört damit zu den sehr kleinen Taubenarten. Der Körperbau ist gedrungen. Der Schwanz ist sehr kurz. Ein Geschlechtsdimorphismus ist in schwacher Form vorhanden. Die Weibchen sind etwas matter gefärbt. Ihnen fehlt der Rosa-Ton, den die Männchen an einigen Körperpartien zeigen.
Beim Männchen ist der Kopf, Hals und die Brust grau mit einem rosafarbenen Schimmer. An Brust und den Halsseiten zeigen sie schwarze Punkte. Das unterscheidet sie unter anderem von den ansonsten sehr ähnlichen Zwergtäubchen. Die übrige Körperoberseite ist grau bis bräunlich grau. Die Flügeldecken sind rosa und weisen schillernde dunkle Flecken auf. Die Handschwingen sind kastanienbraun und haben dunkle Spitzen. Die Unterschwanzdecken sind graubraun. Der Schnabel ist an der Basis gelb bis rötlich. Die Schnabelspitze ist immer dunkel bis fast ganz schwarz.

## Verbreitungsgebiet und Lebensweise
Das Verbreitungsgebiet des Sperlingstäubchens reicht vom Süden der Vereinigten Staaten über Mittelamerika bis nach Südamerika. In Südamerika ist das Verbreitungsgebiet disjunkt. In den Vereinigten Staaten kommt die Art unter anderem in South Carolina bis nach Florida sowie entlang der Golfküste bis nach Texas vor. Die Höhenverbreitung der Art reicht vom Küstengebiet bis in Höhen von 2.900 Meter.
Die in den Vereinigten Staaten vorkommenden Populationen ziehen während des Winterhalbjahres nach Süden. Im übrigen Verbreitungsgebiet ist das Sperlingstäubchen ein Standvogel. Es ist eine sehr lebhafte Taubenart, die den größten Teil des Tages mit der Futtersuche am Boden verbringt. Das Nahrungsspektrum besteht aus Sämereien, kleinen Beeren, Insekten und deren Larven. Die Fortpflanzungszeit variiert in Abhängigkeit vom Verbreitungsgebiet. Im Süden der USA brütet das Sperlingstäubchen von Februar bis November und zeigt dabei eine gewisse Abhängigkeit vom Nahrungsangebot. Das Nest wird am Boden oder in niedriger Höhe in Sträuchern angelegt. Das Gelege besteht gewöhnlich aus zwei Eiern. Gelegentlich umfasst es aber – für Tauben verhältnismäßig ungewöhnlich – auch drei weißschalige Eier. Die Brutzeit beträgt 13 bis 14 Tage. Die Jungvögel sind nach elf bis zwölf Tagen flügge. An der Bebrütung der Eier sowie der Aufzucht der Jungen sind beide Elternvögel beteiligt.

## Haltung in menschlicher Obhut
Sperlingstäubchen wurden erstmals 1854 im Zoo von Amsterdam gezeigt. Die Erstzucht gelang mit der Nominatform im Jahre 1860 im Zoo von London. Die deutsche Erstzucht erfolgte 1874. Trotz der geringen Größe lassen sich Sperlingstäubchen nur in Volieren halten. Sie sind sehr schreckhaft und verletzen sich in Käfigen, die ihnen keine ausreichende Rückzugsmöglichkeiten bieten.

## Belege